# غيم أند واتش
غيم أند واتش (بالإنجليزية: Game & Watch‎؛ باليابانية: ゲーム&ウオッチ)، وتسمى في ألمانيا الغربية والنمسا تريكوترونك (بالإنجليزية: Tricotronic)‏، هي لعبة فيديو محمولة أنتجها شركة نينتندو اليابانية سنة 1980م، حيث باعت القطعة نحو 43 مليون وحدة حول العالم.